# 23032 Fossey
23032 Fossey este un asteroid din centura principală de asteroizi.

## Descriere
23032 Fossey este un asteroid din centura principală de asteroizi. A fost descoperit pe 3 decembrie 1999 la Reedy Creek de John Broughton. El prezintă o orbită caracterizată de o semiaxă mare de 2,75 ua, o excentricitate de 0,07 și o înclinație de 7,2° în raport cu ecliptica.